# Krzysztof Pałecki
Krzysztof Pałecki (ur. 27 kwietnia 1943) – polski politolog, prawnik i socjolog, członek PAN, profesor zwyczajny na Uniwersytecie Jagiellońskim, kierownik Katedry Socjologii Prawa Uniwersytetu Jagiellońskiego, wiceprezes Towarzystwa Przyjaciół Sztuk Pięknych w Krakowie, były redaktor naczelny czasopisma "Polish Political Science Yearbook", obecnie honorowy przewodniczący jego Rady Naukowej. Propagator koncepcji normatywnej teorii władzy politycznej.

## Życiorys
W latach 1961–1966 studiował prawo na Uniwersytecie Jagiellońskim. Tamże doktoryzował się w 1970.
Kierownik badań empirycznych, w tym m.in. dotyczących świadomości prawnej społeczeństwa polskiego, funkcjonowania instytucji prawnych (zwłaszcza stosujących prawo) i politycznych, polityki prawa, kultury prawnej i politycznej, elit politycznych, procesów demokratyzacji i tranzycji ustrojowej, procesów podejmowania decyzji prawnych. Spośród jego prac badawczych można wymienić: badania nad „Społecznymi opiniami o funkcjonowaniu NSA" (1996), badania nad „Przemianami aksjologicznymi w prawie pozytywnym i praktyce wymiaru sprawiedliwości (1998), badania dotyczące opinii społeczeństwa polskiego na temat funkcjonowania sądów (2003), badania polsko – szwedzkie nad „Wpływem doktryn prawnych na praktykę stosowania prawa" oraz badania „Stressing Legal Decision" (2004) oraz badania prowadzone przez stowarzyszenie Global Development Network pt. „Bridging Research and Policy" (od 2004).
Członek m.in. Międzynarodowego Towarzystwa Nauk Politycznych /IPSA/ (Wiceprezydent, 1997–2000), Komitetu Badawczego Socjologii Prawa Międzynarodowego Towarzystwa Socjologicznego /ISA/, Komitetu Nauk Politycznych PAN (w tym wiceprzewodniczący, w latach 1998–2004 Przewodniczący), członkiem Komitetu Nauk Prawnych PAN, Polskiego Towarzystwa Nauk Politycznych (prezes 1991–1994, od 1997 wiceprezes), Polskiego Towarzystwa Socjologicznego, członkiem Governing Body, Global Development Network, współzałożycielem i członkiem Zarządu Central European Political Science Association /CEPSA/, a także Koordynatorem Regionalnym Central-Eastern European Universities Network /CEEUN /. Członek redakcji „Polish Political Science Yearbook" (w tym redaktor naczelny w latach 1999–2004) oraz członek komitetów redakcyjnych m.in. „International Political Science Review" i „Central European Political Science Review", „Transition Studies Review".
W 2004 za wybitne zasługi dla kultury polskiej odznaczony Krzyżem Oficerskim Orderu Odrodzenia Polski. Otrzymał także Medal Komisji Edukacji Narodowej.

## Publikacje
- Społeczne wyznaczniki skutecznego oddziaływania prawem na stosunki rodzinne, Kraków 1977.
- Prawo – polityka – władza, Warszawa 1988.
- Prawoznawstwo. Zarys wykładu. Prawo w porządku społecznym, Warszawa 2003.